# Mariano Matamoros
För andra betydelser, se Mariano Matamoros (olika betydelser).

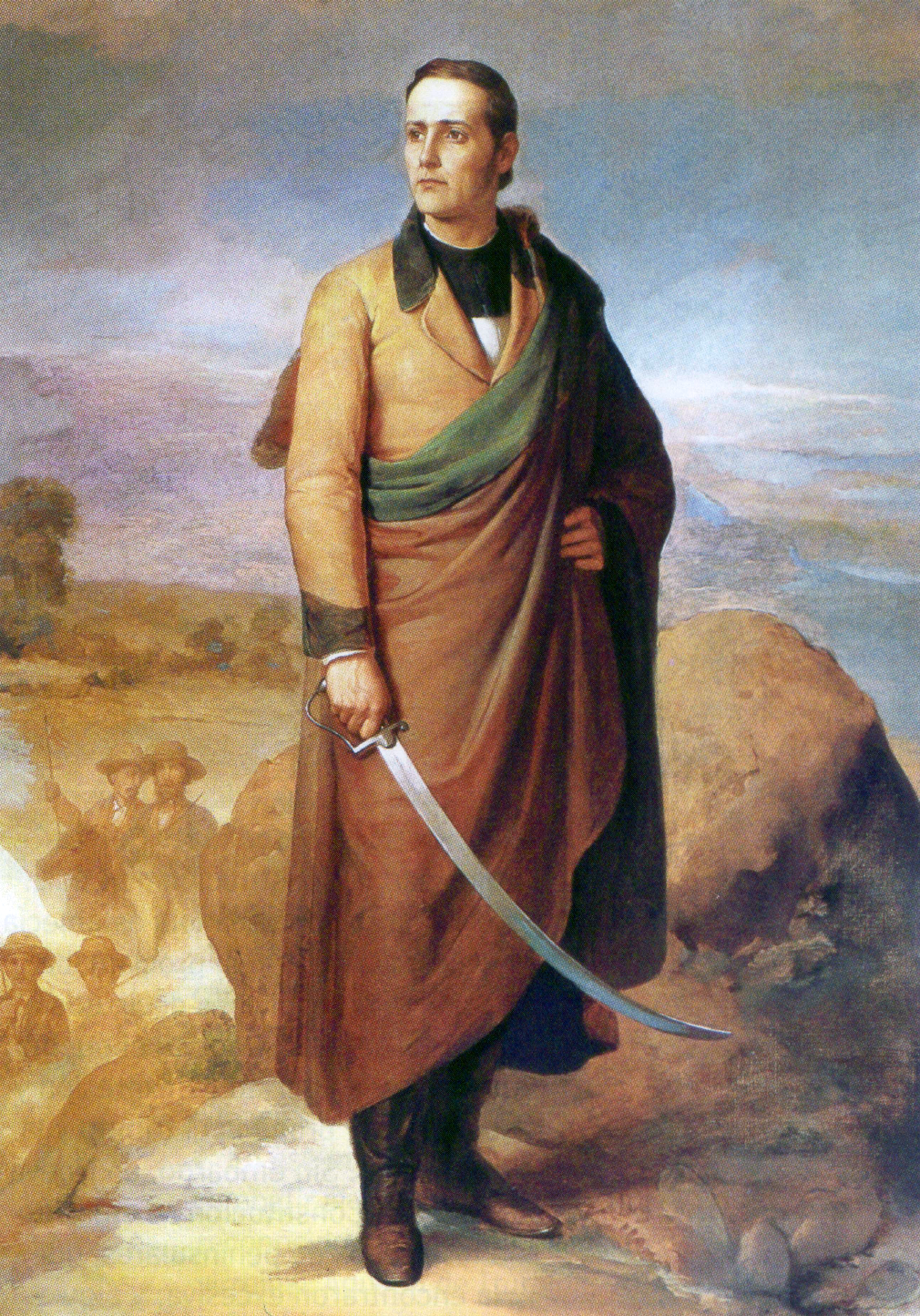
Målning av Mariano Matamoros från 1868

Mariano Matamoros y Guridi, född 14 augusti 1770 i Mexico City, död genom avrättning i Valladolid (idag Morelia) 3 februari 1814, var en liberal präst som deltog som ledare i Mexikanska frihetskriget. Sedan 1925 ligger han begravd i El Ángel de la Independencia.